# Championnats d'Amérique du Nord de patinage artistique 1927
Navigation
Édition précédente Édition suivante
Les 3e championnats d'Amérique du Nord de patinage artistique ont lieu le 26 février 1927 à Toronto dans la province de l'Ontario au Canada.
Trois épreuves y sont organisées: messieurs, dames et couples artistiques. La catégorie des quartettes est absente pour la deuxième édition consécutive.

## Podiums
| Épreuves                      | Or                                | Argent                                   | Bronze                               |
| ----------------------------- | --------------------------------- | ---------------------------------------- | ------------------------------------ |
| Messieurs résultats détaillés | Melville Rogers                   | Sherwin Badger                           | Roger Turner                         |
| Dames résultats détaillés     | Beatrix Loughran                  | Constance Wilson                         | Cecil Smith                          |
| Couples résultats détaillés   | Marion McDougall / Chauncey Bangs | Theresa Weld-Blanchard / Nathaniel Niles | Constance Wilson / Montgomery Wilson |

## Tableau des médailles
| Rang  | Nation     | Or | Argent | Bronze | Total |
| ----- | ---------- | -- | ------ | ------ | ----- |
| 1     | Canada     | 2  | 1      | 2      | 5     |
| 2     | États-Unis | 1  | 2      | 1      | 4     |
| Total | Total      | 3  | 3      | 3      | 9     |

## Détails des compétitions

### Messieurs
| Rang | Nom               | Pays       |
| ---- | ----------------- | ---------- |
| 1    | Melville Rogers   | Canada     |
| 2    | Sherwin Badger    | États-Unis |
| 3    | Roger Turner      | États-Unis |
| 4    | Montgomery Wilson | Canada     |
| 5    | Nathaniel Niles   | États-Unis |
| 6    | Jack Eastwood     | Canada     |
| 7    | George Braakman   | États-Unis |

### Dames
| Rang | Nom                    | Pays       |
| ---- | ---------------------- | ---------- |
| 1    | Beatrix Loughran       | États-Unis |
| 2    | Constance Wilson       | Canada     |
| 3    | Cecil Smith            | Canada     |
| 4    | Maribel Vinson         | États-Unis |
| 5    | Theresa Weld-Blanchard | États-Unis |
| 6    | Rosalie Knapp          | États-Unis |

### Couples
| Rang | Nom                                      | Pays       |
| ---- | ---------------------------------------- | ---------- |
| 1    | Marion McDougall / Chauncey Bangs        | Canada     |
| 2    | Theresa Weld-Blanchard / Nathaniel Niles | États-Unis |
| 3    | Constance Wilson / Montgomery Wilson     | Canada     |
| 4    | Beatrix Loughran / Sherwin Badger        | États-Unis |
| 5    | Maude Smith / Jack Eastwood              | Canada     |
| 6    | Maribel Vinson / Thornton Coolidge       | États-Unis |
| 7    | Ada Bauman / George Braakman             | États-Unis |